# Johan Hendrik Christiaan Basting
Johan Hendrik Christiaan Basting (Enkhuizen, 20 september 1817 – Den Haag, 24 september 1870) was een Nederlandse legerarts en vriend van Rode Kruis-oprichter Henri Dunant. Hij heeft een belangrijke rol gespeeld bij de oprichting in 1863 van het Internationaal Comité van het Rode Kruis (ICRC) en was vanaf dat jaar pleitbezorger voor de oprichting van een nationale hulporganisatie in Nederland, het uiteindelijke Nederlandse Rode Kruis.

## Biografie

### Jeugd, vroege carrière en huwelijk
Basting werd op 20 september 1817 in Enkhuizen geboren als zoon van de hospitaalmeester Dingeman Cornelis Basting en Frederika Sophia Wilhelmina Schneider. Hij was 17 jaar toen hij als leerling bij de Rijksinstelling voor militaire geneeskunde in Utrecht werd toegelaten. In 1839 werd hij legerarts Klasse 3. In 1844 wordt Basting in Breda geplaatst, waar hij Officier van Gezondheid Klasse 2 wordt. Na een korte tussenperiode in Maastricht wordt hij overgeplaatst naar Gorinchem. In 1853 werd hij bevorderd tot Officier van Gezondheid Klasse 1 en overgeplaatst naar Leiden. Het jaar daarop trouwde hij in Gorinchem met de in Eschweiler geboren Amalie Fréderique Kattenbusch. Op 12 maart 1855 promoveerde hij in Leiden. In hetzelfde jaar werd hij overgeplaatst van Leiden naar het Regiment Grenadiers en Jagers te 's-Gravenhage waar hij tot 1870 zou blijven, met een korte onderbreking vanwege een tussentijdse overplaatsing naar Bergen op Zoom 

### Eerste contact met Henri Dunant
Een zekere Pauline Micheli-Revilliod adviseerde in 1862 aan Henri Dunant om Johan Basting een exemplaar van zijn boek Un Souvenir de Solferino (Een herinnering aan Solferino) toe te zenden. Dat boek had Dunant geschreven naar aanleiding van de Slag bij Solferino. Hij vroeg Basting vervolgens om het boek van het Frans naar het Nederlands te vertalen. Basting deed dat en raakte in de ban van het in Dunants boek beschreven pleidooi om in alle landen verenigingen op te richten van vrijwillige hulpverleners die in het geval van oorlogen levensreddend actief kunnen worden. De Nederlandse vertaling van Dunants boek verscheen in 1863 in het Nederlands.

### Oprichting Internationale Rode Kruis
Op 8 september 1863 nam Basting namens Nederland deel aan het 5e Internationaal Statistisch Congres dat in Berlijn plaatsvond. Dunant was daar op zijn uitnodiging ook aanwezig omdat het beiden de gelegenheid gaf de deelnemende landen te informeren over Dunant's idee om in alle landen nationale hulpverenigingen op te richten. Dunant en Basting werden daarbij geholpen door Bastings echtgenoot, Amalie Kattenburg-Basting, die Basting in Gorinchem had leren kennen. Amalie hielp mee met het maken van vertalingen en de opmaak van pamfletten die men er verspreidde en bij het in alle haast aanpassen en opmaken van de uitnodiging voor een internationale conferentie die men hoopte in oktober dat jaar in Genève met geïnteresseerde landen te kunnen gaan organiseren. De lobby in Berlijn werd een succes en al in oktober dat jaar vond de eerste International Conferentie van het Rode Kruis plaats in Genève. Op 22 augustus 1864 leidde dit tot de Eerste Conventie van Geneve, geratificeerd door 16 landen. Daarmee werd de basis gelegd voor het Internationaal Humanitair Recht. Het comité in Genève, toen bestaande uit vijf Zwitsers inclusief Dunant en later het Internationaal Comité van het Rode Kruis (ICRC) genoemd, werd de beschermer (Eng.: custodian) van het Internationaal Humanitair Recht.

### Oprichting Rode Kruis in Nederland en overlijden
Eerder dat jaar, in april 1864, publiceerde Basting een vlugschrift genaamd Eene roepstem tot mijn vaderland: De hulpmaatschappijen tot verzorging van zieken en gekwetsten waarin hij pleitte voor de oprichting van een nationale Rode Kruis vereniging in Nederland. In 1866 wordt Basting van Den Haag naar Bergen op Zoom overgeplaatst. Ondanks Bastings oproep en de steun die hij daarbij ontving van mensen als Henry C.N. Baron van Tuyll van Serooskerken en Generaal Knoop werd pas na een vier jaren lange periode van dralen uiteindelijk op 19 juli 1867 door een Koninklijk besluit de Nederlandsche Vereeniging tot het verleenen van hulp aan zieke en gewonde krijgslieden in tijd van oorlog opgericht. De vereniging werd vanwege het in oorlogstijd te gebruiken beschermingsteken - een rood kruis op een wit vlak - al snel Nederlandse Rode Kruis genoemd, maar officeel draagt de vereniging pas vanaf 1895 die naam. In 1868 leverde Basting een bijdrage aan de oprichting en organisatie van plaatselijke Rode Kruis hulpcomités in Nederland met zijn boek De Nederlandsche Hulpkomités onder het Roode Kruis. Hun werkkring in tijden van oorlog en vrede. Hij bracht dit ook zélf in de praktijk door op 24 maart 1868 een Rode Kruis hulpcomité in Bergen op Zoom op te richten.
Basting werd in het voorjaar van 1870 ziek en stierf op 24 september dat jaar als gevolg van een leveraandoening in Den Haag. Hij werd op 27 september begraven op Oud Eik en Duinen te Den Haag.

## Belang met betrekking tot het Rode Kruis
Basting is in de beginjaren de belangrijkste internationale promotor van Dunant's pleidooi om nationale Rode Kruis verenigingen op te richten geweest. Alhoewel Dunant eerder slechts als toehoorder bij de conferentie in Berlijn aanwezig was geweest had hij een specifiek mandaat meegekregen van het "Comité van Vijf" in Genève, dat inclusief Dunant in Genève formeel de initiatiefnemer was tot de oprichting van het Rode Kruis. Maar mede op aandringen van Basting had Dunant in Berlijn zonder enig overleg met zijn collega comité-leden drie punten aan het pleidooi dat Basting er presenteerde toegevoegd, waaronder het Neutraliteitsbeginsel. Eenmaal in de uitnodiging en in de agenda konden zijn medeoprichters hier niet zonder meer omheen. Vervolgens is Johan Basting cruciaal gebleken tijdens de daaropvolgende Internationale Conferentie in 1863, in het bijzonder met betrekking tot het inbrengen van het Neutraliteitsbeginsel voor Rode Kruis vrijwilligers en medische objecten als ambulances, klinieken en ziekenhuizen in oorlogstijd. Henri Dunant schreef zijn vriend en journalist Haje dat het ”avec sa tenacité hollandaise" (zijn Hollandse vasthoudendheid) was geweest dat de doorslag had gegeven bij het aanvaarden van het Neutraliteitsbeginsel door de aanwezige Staten. In Nederland is Johan Basting van belang geweest vanwege zijn pleitbezorging voor de oprichting van een nationale vrijwillige hulpvereniging, het Nederlandse Rode Kruis.

## Bastings Réveil achtergrond
Basting, zijn Zwitserse vriend Dunant, én de eerste Rode Kruis vrijwilliger die samen met een andere Zwitser (Dr. Louis Appia, met Dunant en drie andere Zwitsers medeoprichter van het ICRC) naar een oorlogsfront werd uitgezonden, de Nederlander (en schilder/schrijver) Charles William Meredith van de Velde, waren allen geboren in een Calvinistisch Réveil milieu. De Réveil-beweging heeft begin 19e eeuw zijn oorsprong in Genève als reactie op De Verlichting. Alle drie hadden zorg voor anderen dan ook met de paplepel meegekregen, zo bezocht Dunant bijv. met zijn ouders gedetineerden, en hielp men armen. Basting en zijn vrouw Amalie hebben enkele geschriften van de Geneefse Réveil-theoloog en filosoof Jules-Ernest Naville van het Frans vertaald naar het Nederlands. En Dunant organiseerde in Genève bijeenkomsten voor geloofsgenoten. Van de Velde heeft een of meerdere van dergelijke bijeenkomsten in Genève bezocht, Basting nooit. Het was dit internationaal netwerk dat Dunant goed kende en hem in 1862 in contact zou brengen met Johan Basting. Dunant was kritisch ten opzichte van geïnstitutionaliseerde kerken en was agnost.

## Waardering
- Basting werd op 6 januari 1860 door Koning Willem III benoemd tot Ridder in de Orde van de Eikenkroon.
- Koning Willem III benoemde Basting op 31 juli 1867 tot erelid van Het Nederlandse Rode Kruis.
- Het Nederlandse Rode Kruis plaatst in 1871 een marmeren grafsteen op het graf van Basting.
- Bij de viering van het 150-jarig bestaan van het Nederlandse Rode Kruis in 2017 werd uitvoerig aandacht besteed aan de rol die Johan Basting bij oprichting heeft gespeeld

## Graftombe Oud Eijk en Duinen, Den Haag
Basting werd begraven in Den Haag. In 1871 plaatste het Nederlandse Rode Kruis deze grafsteen op zijn laatste rustplaats.

### Vertalingen
Onderstaande werken werden vertaald door Basting:
- Dunant (1862) Un souvenir de Solferino vertaling gepubliceerd mei 1863, Solferino: De stem der menschheid op het slagveld
- Dunant, met steun van Basting, de drie Berlijnse artikelen, 1863
- Erlenmeyer, De zielsziekten en derzelver aanvankelijke behandeling , vertaling, Den Haag, 1860, opnieuw uitgegeven in 1865
- Naville, J. E.,  Ernest Renan als schrijver van het "Leven van Jezus", vertaling, Den Haag, 1864
- Naville, J. E., Onze Hemelsche Vader: eene getuigenis tegen het ongeloof onzer dagen, vertaling, Den Haag, 1865
- Naville, J. E., Het stelsel van Hegel, vertaling, Den Haag, 1867
- Naville, J. E., Het vraagstuk van het kwaad,  vertaling, Den Haag, 1867